# Go Fly
Go Fly (im Außenauftritt meist nur Go) war eine britische Billigfluggesellschaft mit Sitz in London und ein Tochterunternehmen der British Airways. Sie wurde im Jahr 2002 von easyJet übernommen und in diese integriert.

## Geschichte
Ende 1997 wurde bekannt, dass British Airways die Gründung einer eigenen separaten Billigfluggesellschaft seit Anfang des Jahres vorbereite. Das Projekt, das zunächst unter dem Namen Operation Blue Sky lief, hatte den Hauptzweck, dass British Airways dem wachsenden Markt von Billigflügen im eigenen Land sowie innerhalb Europas etwas entgegensetzen konnte, um nicht verdrängt zu werden. Mit Flugzeugen vom Typ Boeing 737-300 in einer reinen Economy-Bestuhlung sollten ab dem Flughafen London-Stansted, den British Airways bis dahin nicht nutzte, Ziele wie Frankfurt am Main, Madrid, Oslo, Paris und Rom bedient werden. Im ersten Betriebsjahr sollten durch das Projekt mehr als 150 neue Arbeitsplätze entstehen.
Die Betriebsaufnahme erfolgte im Mai 1998 unter dem Namen Go Fly. Anfangs wurden zwei Ziele ab Stansted bedient, Mitte September 1999 waren es bereits 13 Routen sowie 500 Beschäftigte. Für einen Hin- und Rückflug zwischen London und Rom mussten damals durchschnittlich umgerechnet rund 187 US$ bezahlt werden.
Ende 2000 begann British Airways die Weichen für einen Verkauf der Go Fly zu stellen, welche zu diesem Zeitpunkt bereits 20 Ziele ab Stansted bediente.
Am 22. Mai 2001 wurde auf dem Flughafen Bristol eine neue Basis eröffnet, ab dem anfänglich acht Ziele bedient wurden. Zudem war die Fluggesellschaft seit längerem auf Expansionskurs. Im vergangenen Geschäftsjahr bis 31. März 2001 waren die Passagierzahlen um 46 Prozent gegenüber dem Vorjahr gestiegen.
Am 15. Juni 2001 war der Verkauf der Go Fly vollendet. Neue Eigentümerin wurde 3i, die die Fluggesellschaft für 110 Millionen Pfund übernahm. Zum Zeitpunkt des Verkaufes hatte Go Fly rund 750 Angestellte und betrieb mit 15 Boeing 737-300.
Im März 2002 wurde eine weitere Basis am Flughafen East Midlands eröffnet.
Im Sommer 2002 wurde Go Fly schließlich vom Konkurrenten easyJet übernommen, der die Gesellschaft auflöste und in die eigene Marke integrierte.

## Flugziele
Go Fly bediente zuletzt von Basen auf den Flughäfen London-Stansted, East Midlands und Bristol aus 38 europäische Destinationen.

## Flotte
Zum Zeitpunkt der Übernahme durch easyJet im Frühjahr 2002 bestand die Flotte der Go Fly aus 27 Flugzeugen:
- 27 Boeing 737-300

Bestellungen
- 03 Boeing 737-300